# Masters de París 2006
El Masters de París 2006 (también conocido como 2006 BNP Paribas Masters por razones de patrocinio) fue un torneo de tenis jugado sobre moqueta. Fue la edición número 35 de este torneo. Se celebró entre el 30 de octubre y el 6 de noviembre de 2006. 

## Campeones

### Individuales masculinos
Nikolay Davydenko vence a  Dominik Hrbatý 6–1, 6–2, 6–2.

### Dobles masculinos
Arnaud Clément /  Michaël Llodra vencen a  Fabrice Santoro /  Nenad Zimonjić, 6–3, 7–6(7–4).
| Predecesor: París 2005 | Masters de París 2006 | Sucesor: París 2007 |